# Gemeines Meerschweinchen
Das Gemeine oder Wildmeerschweinchen (Cavia aperea) ist eine Säugetierart aus der Familie der Meerschweinchen (Caviidae) innerhalb der Ordnung der Nagetiere (Rodentia). Es ist über große Teile Südamerikas mit Ausnahme des zentralen Amazonasbeckens und des äußersten Südens des Kontinents verbreitet. Sie leben in trockenen bis mittelfeuchten Grasflächen und sind wie alle Meerschweinchen Pflanzenfresser, die sich vor allem von Gräsern ernähren. Männchen und Weibchen sind territorial und die Männchen verpaaren sich in der Regel mit mehreren Weibchen (Polygynie), gegenüber anderen Männchen verhalten sie sich aggressiv.
Die Art galt lange Zeit als Stammform (oder eine der Stammformen) des Hausmeerschweinchens. Durch molekulargenetische Untersuchungen gibt es allerdings immer mehr Hinweise dafür, dass die Hausmeerschweinchen vom Tschudi-Meerschweinchen abstammen und mit dem Gemeinen Meerschweinchen nicht direkt verwandt ist.

## Merkmale

### Allgemeine Merkmale

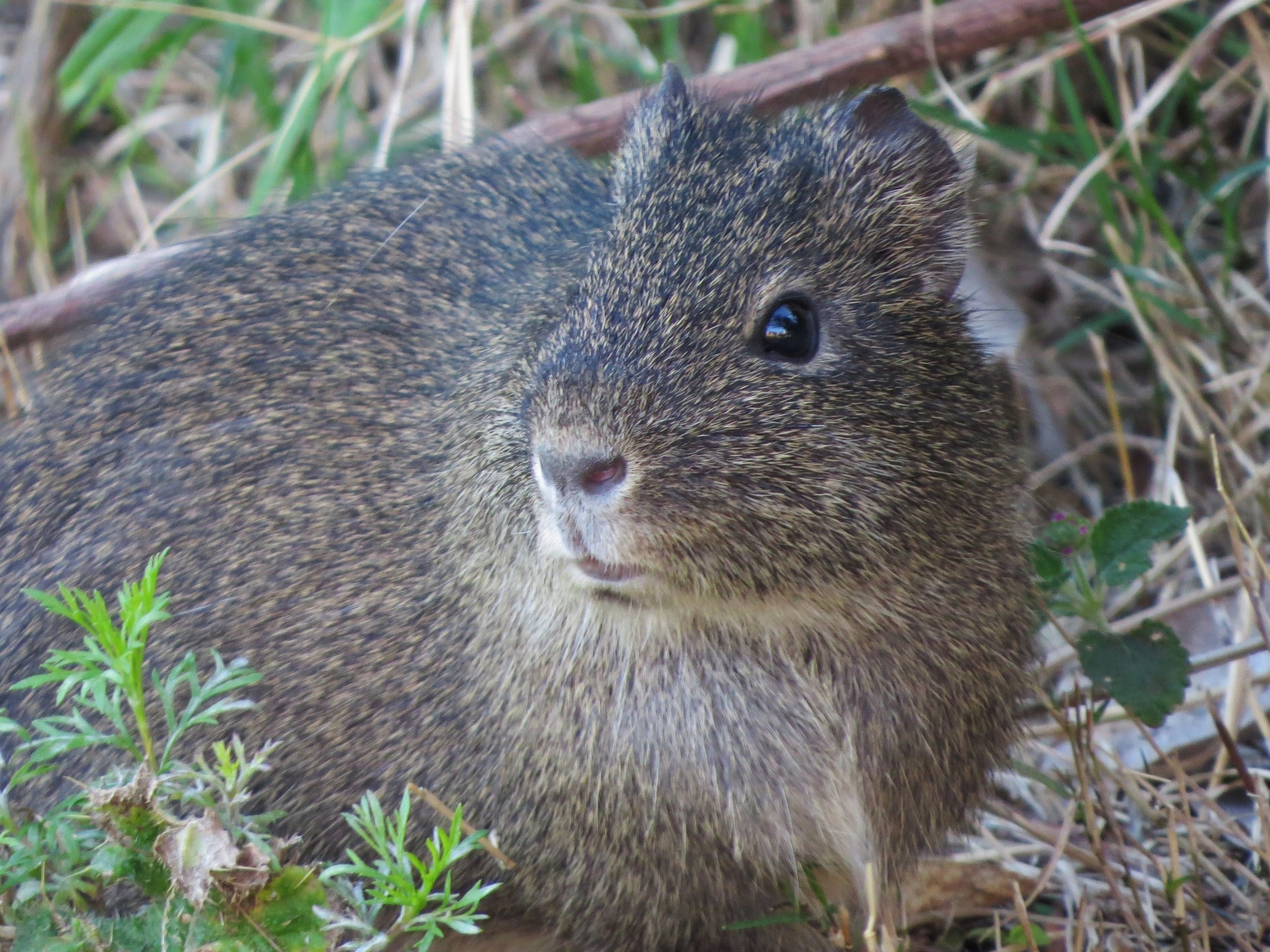
Gemeines Meerschweinchen, Profil

Das Gemeine Meerschweinchen erreicht eine Kopf-Rumpf-Länge von etwa 21,5 bis 40 Zentimetern bei einem Gewicht von 500 bis 790 Gramm. Die Hinterfußlänge beträgt 38 bis 46 Millimeter, die Ohrlänge 19 bis 23 Millimeter. Die Männchen sind dabei bis zu etwa 15 % größer und schwerer als die Weibchen und die Vertreter der verschiedenen Unterarten können stark in ihrer Größe und auch in ihrem Aussehen variieren. Dabei ist die in Bolivien heimische Unterart Cavia aperea nana die kleinste Form, die Nominatform Cavia aperea aperea die größte. Die Tiere sind kompakt gebaut mit kurzen Gliedmaßen und einem relativ großen Kopf, ein Schwanz fehlt. Die Augen sind groß, die Ohren bei den meisten Arten verhältnismäßig klein.
Vom Hausmeerschweinchen unterscheidet sich das Gemeine Meerschweinchen äußerlich vor allem durch die generell einheitliche graue bis oliv-braune Färbung, die eine dunklere braune bis schwarze Fleckung aufweisen kann. Wie die Größe variiert auch die Färbung regional und zwischen den Unterarten. Cavia aperea aperea ist weitgehend braungrau mit einem braunen Kragen gefärbt, die Bauchseite ist gelb-weißlich mit einem deutlichen weißen Fleck unterhalb der Kehle im vorderen Brustbereich. Die mehr im Süden Brasiliens verbreitete Form Cavia aperea rosida ist dagegen etwas dunkler und kann im hinteren Abdomen- bis Lendenbereich auch fast schwarz sein; bei ihnen ist der weiße Brustfleck deutlich kleiner oder nicht mehr vorhanden und auch der dunkle Kragen geht in der Fellfarbe unter. Das argentinische Cavia aperea pamparum wiederum ist mehr grau bis olivfarben mit geringem Braunanteil in der Färbung und das in Kolumbien verbreitete Cavia aperea anolaimae fast einfarbig dunkel gelblich-grau mit braun-grauer Bauchseite.
Die vergleichsweise kurzen Beine sind ebenfalls braungrau, an den Innenseiten sind sie in der Regel heller und können sand- bis zimtbraun sein. Die Vorderfüße haben wie bei allen Arten der Gattung vier und die Hinterfüße drei Zehen, die alle in scharfen Krallen enden und von denen der mittlere der längste ist. Die Sohlen haben lederartige Ballen.

### Merkmale des Schädels und Gebiss
| 1 | · | 0 | · | 1 | · | 3 | = 20 |
| 1 | · | 0 | · | 1 | · | 3 | = 20 |

Der Schädel hat eine Gesamtlänge von 52 bis 73 Millimetern und variiert ebenso wie andere Maße stark zwischen den einzelnen Unterarten und Regionen. Der Schädel der Nominatform Cavia aperea aperea ist dabei am größten mit einer Gesamtlänge von durchschnittlich 68,7 Millimetern und maximalen Längen bis 73 Millimetern. Der Schädel von Cavia aperea rosida hat eine durchschnittliche Länge von etwa 63 Millimetern.
Wie alle Meerschweinchen besitzt auch das Gemeine Meerschweinchen ein typisches Nagetiergebiss mit zu Nagezähnen umgewandelten Schneidezähnen (Incisivi) und eine darauf folgende Zahnlücke (Diastema). Sowohl im Oberkiefer als auch im Unterkiefer folgen pro Hälfte je ein Prämolar sowie drei Molaren. Insgesamt verfügen die Tiere damit über ein Gebiss aus 20 Zähnen. Die Zähne sind bei allen Arten hypsodont und nach vorne zusammenlaufend. Die Zahnkronen sind prismatisch und die Zähne wachsen zeitlebens nach. Anders als beim Glanzmeerschweinchen (Cavia fulgida) besitzt der hinterste Backenzahn des Gemeinen Meerschweinchens keine tiefe Einkerbung an der Außenseite des Vorderendes am hinteren Zahnhöcker.

### Genetische Merkmale
Das Gemeine Meerschweinchen hat einen Karyotyp mit einem diploiden Chromosomensatz von 64 Chromosomen, die Zahl langer Chromosomenarme (fundamental number, FN) beträgt 112. Bei anderen Cavia-Arten variiert die Anzahl der Chromosomen zwischen 62 oder 64, die Zahl langer Chromosomenarme zwischen 90 bei domestizierten Hausmeerschweinchen und 124 bei verschiedenen wilden Cavia-Arten. Auch das Genom der mitochondrialen DNA des Gemeinen Meerschweinchens weist nur eine vergleichsweise geringe Übereinstimmung zu dem des Hausmeerschweinchens auf. Bei Untersuchungen wurde eine Sequenzidentität von nur 92,7 % ermittelt, die als sehr gering eingeschätzt wird.
Wie eine genetische Untersuchung zeigt, wird bei Wildmeerschweinchen nach zweimonatigem Aufenthalt in wärmerer Umgebung eine epigenetische Veränderung der Erbsubstanz der Väter an deren Söhne weitergeben. Die Veränderungen waren vor allem in jenen Genen zu beobachten, die Information für Proteine zum Schutz vor Hitze tragen. Das Wildmeerschweinchen ist das erste Wildtier, bei dem diese flexible genetische Modifikation der DNA nachgewiesen wurde.

## Verbreitung

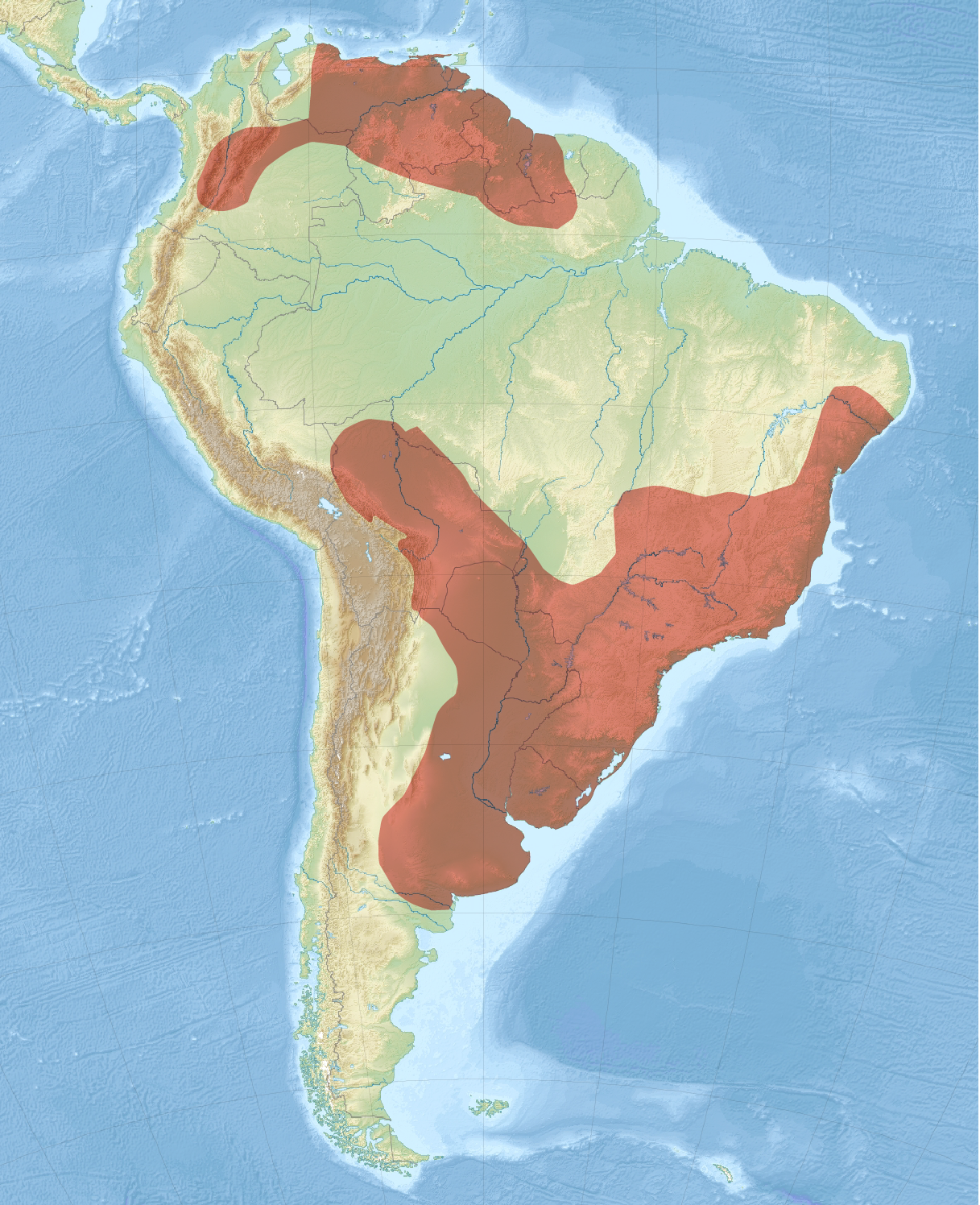
Verbreitungsgebiet des Gemeinen Meerschweinchens

Das Gemeine Meerschweinchen ist großen Teilen Südamerikas mit Ausnahme des zentralen Amazonasbeckens und des äußersten Südens des Kontinents verbreitet. Das Gebiet ist durch den Amazonas-Regenwald zweigeteilt (disjunkt) in ein nördliches und ein südliches Gebiet. Das südliche Verbreitungsgebiet reicht von den südlichen Andenregionen im südöstlichen Peru und Bolivien über Paraguay, das nordöstliche Argentinien und Uruguay bis zur Ostküste Brasiliens, während das nördliche Verbreitungsgebiet vom zentralen Kolumbien ostwärts über Venezuela, Guyana und Suriname bis in das nördliche Brasilien reicht. Die Höhenverbreitung reicht dabei von etwa 400 Metern im östlichen Flachland bis etwa 3000 Metern in den Anden.

## Lebensweise
Gemeine Meerschweinchen bewohnen eine Reihe von Lebensräumen, darunter Grasflächen und Gebirgsregionen bis in über 4000 Meter Seehöhe. Sie bevorzugen trockene bis feuchte Graslandgebiete, Waldgebiete mit Gebüschen und Galeriewälder, sie kommen jedoch auch in landwirtschaftlich genutzten Flächen und in der Nähe von Siedlungen entlang von Straßen und Bahnlinien vor. Vor allem letztere werden häufig zum Schutz vor Raubtieren genutzt, die Tiere fressen dabei in den angrenzenden offenen Zonen mit kurzer Vegetation. Zudem wählen sie ihre Ansiedlungsgebiete vor allem nach der Verfügbarkeit der Nahrungspflanzen, der Feuchtigkeit des Bodens und der Schatten- und Versteckmöglichkeiten.
Die Tiere sind tagaktiv mit Aktivitätsschwerpunkten am frühen Morgen und am Abend, sie haben keine Winter- oder Sommerpause und sind entsprechend das gesamte Jahr über aktiv. Sie ernähren sich, wie alle Meerschweinchen, ausschließlich von Pflanzen (herbivor) und sind dabei stark an Süßgräser (Poaceae) gebunden, zusätzlich fressen sie Blüten und Samen anderer Pflanzen. Die Nahrungssuche findet in der Regel morgens und abends und nur selten tagsüber statt. Meistens erfolgt sie allein, häufig jedoch auch gemeinsam mit einem zweiten Tier der gleichen Gruppe. Dabei entfernen sich die Tiere nur selten weiter als etwa fünf Meter und nur sehr kurz von der dichten Vegetation auf offenere Flächen zum Fressen. Während der Nahrungssuche gibt es zudem kaum Interaktionen zwischen den Tieren und kein Ruheverhalten, sie wird häufig durch kurze Aufmerksamkeitsposen und durch schnelle Sprünge in die dichte Vegetation ohne erkennbaren Grund unterbrochen.
Die räumliche Verteilung der Tiere ist stark an Habitate mit dichter Bodenvegetation gebunden. Anders als verwandte Arten graben sie keine eigenen Baue, legen jedoch Laufstrecken und Vegetationstunnel in der bodennahen Vegetation an. Die Besiedlungsdichte ist für Kleinnagetiere vergleichsweise klein und reicht von etwa 16,5 in Brasilien bis fast 40 Tiere pro Quadratkilometer in Argentinien. Die Territorien der Männchen variieren in ihrer Größe zwischen etwa 160 und 1400 Quadratmeter, die der Weibchen mit ihrem Nachwuchs sind deutlich kleiner, aber ebenfalls sehr variabel in der Größe. Die Territorien der Männchen überlappen dabei stark (bis zu mehr als 80 %) mit einem oder wenigen Territorien von Weibchen, nicht oder nur selten jedoch gegenseitig, und nach Beobachtungen an wildlebenden Tieren im Nordosten Brasiliens bilden die Tiere Gruppen von in der Regel einem Männchen und einem bis zwei Weibchen, deren Territorien sich nur geringfügig mit denen benachbarter Gruppen überschneiden. In der Regel finden soziale Interaktionen fast ausschließlich zwischen Tieren dieser Gruppen statt, nur selten mit benachbarten Gruppen der gleichen Lebensräume.

### Fortpflanzung und Entwicklung
Sowohl bei den Männchen wie auch bei den Weibchen gibt es strenge Dominanzhierarchien und die Männchen verhalten sich potenziellen Konkurrenten gegenüber sehr aggressiv. Dadurch sind die Weibchen häufig an ein dominantes Männchen gebunden, das sich mit mehreren Weibchen verpaart und polygyn verhält. Gemischte Vaterschaften kommen vor, sind jedoch selten, und nach Analysen der Vaterschaft stammen die Nachkommen der einzelnen Weibchen von dem jeweils zugehörigen dominanten Männchen. Auch physiologisch sind die Meerschweinchen an dieses Paarungssystem angepasst, worauf unter anderem die Größe der Hoden und Nebenhoden und die weibliche Physiologie deuten.
Die Fortpflanzung erfolgt über das gesamte Jahr und weibliche Tiere können unter optimalen Bedingungen bis zu fünf Würfe pro Jahr mit je einem bis fünf, in der Regel zwei bis drei, Jungtieren haben. In guten Jahren kann ein Weibchen etwa 10 Jungtiere bekommen. Die Tragzeit dauert etwa 62 Tage. Die neu geborenen Meerschweinchen wiegen in der Regel etwa 60 Gramm und sind vom Moment der Geburt an relativ weit entwickelt und mobil. Wie bei anderen Arten der Gattung kommen sie mit offenen Augen und voller Behaarung zur Welt, sind innerhalb weniger Stunden nach der Geburt mobil und nehmen bereits in den ersten Lebenstagen feste Nahrung zu sich. Die Weibchen sind nach etwa zwei Monaten geschlechtsreif, die Männchen nach etwa drei Monaten.
Die Mortalitätsrate der Tiere durch Prädatoren ist sehr hoch. Bei Beobachtungen von Asher et al. 2004 lag sie im Beobachtungszeitraum bei mehr als 50 % der ausgewachsenen Tiere.

### Konkurrenz, Prädatoren und Parasiten
In Gebieten mit größeren Pflanzenfressern, in denen Flächen mit dichterer Grasvegetation fehlt, kommen die Meerschweinchen in der Regel nicht vor. Konkurrenten sind hier vor allem Capybaras (Hydrochaeris hydrochaeris) und auch Reisratten (Oryzomys).
Wie bei den meisten bodenlebenden Kleinsäugern gibt es zahlreiche Prädatoren, die diese Tiere erbeuten. Unter den Säugetieren handelt es sich vor allem um kleinere Raubtiere wie die Tayra (Eira barbara), Grisons (Galictis), der Ozelot (Leopardus pardalis), der Maikong (Cerdocyon thous), Hauskatzen und Füchse oder auch die Dickschwanzbeutelratte (Lutreolina crassicaudata). Hinzu kommen zahlreiche Greifvögel und Reptilien wie die Abgottschlange (Boa constrictor), die Schauer-Klapperschlange (Crotalus durissus), Amerikanische Lanzenottern (Bothrops) oder Tejus (Teiidae). Bei den Untersuchungen von Asher et al. 2004 wurden insgesamt 21 Arten potenzieller Beutegreifer identifiziert, die sich von Meerschweinchen ernähren und diese bejagen können. Beobachtet wurden Attacken durch den Cayenneweih (Leptodon cayanensis) und den Schopfkarakara (Caracara plancus).
Parasiten spielen bei den Meerschweinchen, wie bei anderen Säugetieren auch, eine wichtige ökologische Rolle. Dabei kommen als Ektoparasiten, also außen am Körper lebende Parasiten, hauptsächlich Milben, Läuse und Flöhe vor, als Endoparasiten vor allem im Darm sind es in erster Linie verschiedene parasitisch lebende Würmer. Bei parasitologischen Untersuchungen an gefangenen Meerschweinchen aus Peru wurden mehrere Arten von Flöhen (Leptopsylla segnis, Tiamastus cavicola), Läusen (Gliricola porcelli, Hoplopleura alata, Polyplax spinulosa, Myobia musculi) und die Milbe Eutrombicula bryanti als Ektoparasiten sowie vier verschiedene Arten von Fadenwürmern (Capillaria hepatica, Graphidioides mazzai, Trichuris gracilis und Paraspirudera uncinata) und eine Art von Saugwürmern, der Große Leberegel (Fasciola hepatica), als Endoparasiten gefunden. Besonders stark war der Befall mit dem für Meerschweinchen spezifischen Haarling Gliricola porcelli (etwa 55 % der Tiere), der Milbe Eutrombicula bryanti (fast 50 %) und dem Fadenwurm Paraspirudera uncinata (37 %).

## Systematik

### Taxonomie und phylogenetische Position

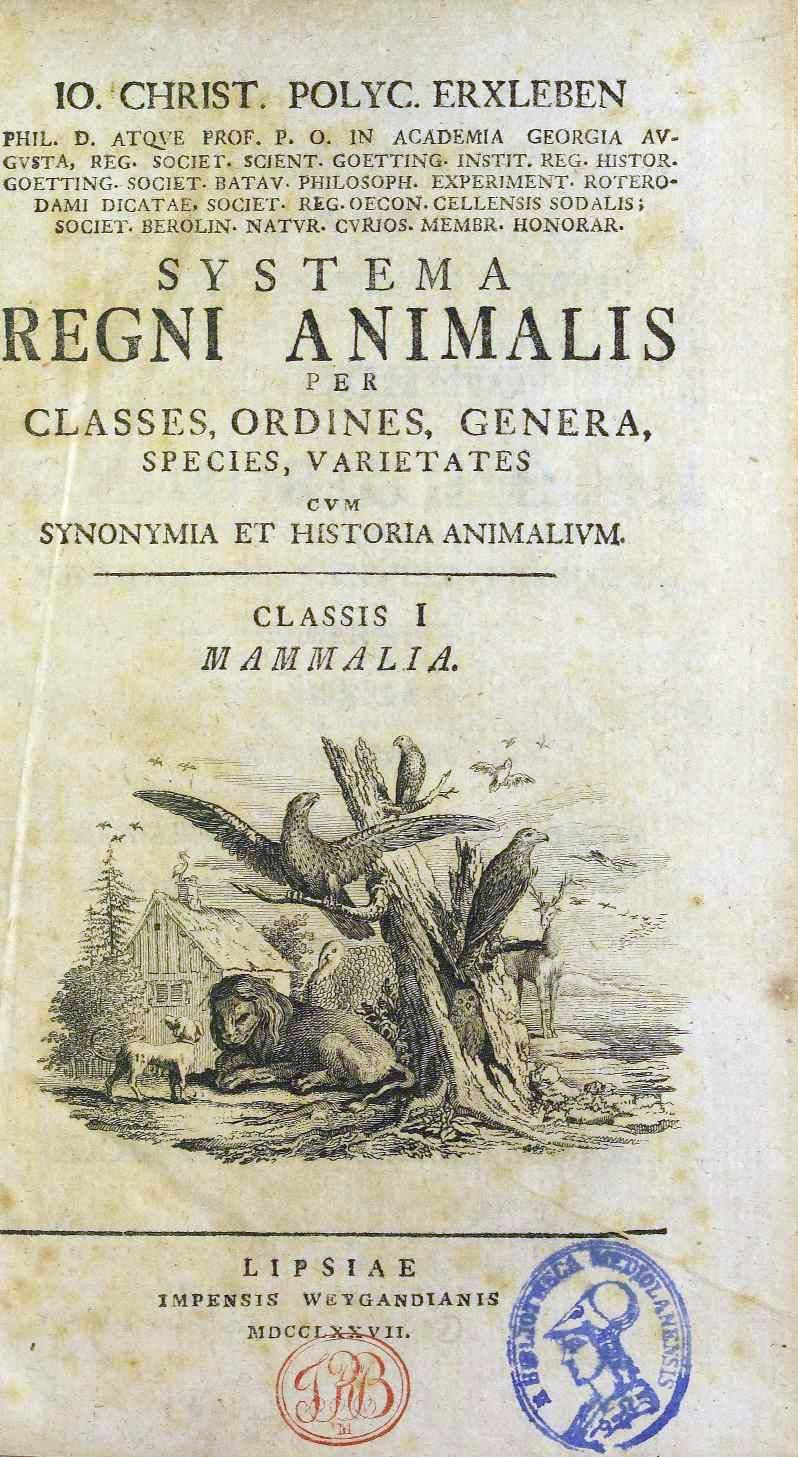
Die wissenschaftliche Erstbeschreibung geht auf Johann Christian Polycarp und dessen Systema regni animalis, 1777, zurück

Das Gemeine Meerschweinchen wird als eigenständige Art innerhalb der Gattung Cavia eingeordnet. Die wissenschaftliche Erstbeschreibung stammt von Johann Christian Polycarp Erxleben aus dem Jahr 1777, der die Art anhand von Individuen aus Brasilien bereits unter dem noch heute gültigen Namen beschrieb. Die Fundregion wurde durch Ángel Cabrera Latorre 1961 auf Pernambuco eingegrenzt. Den Namen Aperea entnahm Erxleben dabei einem Werk zur Naturgeschichte Brasiliens von Georg Marggraf aus dem Jahr 1648, aus der bereits Peter Simon Pallas 1766 den Gattungsnamen Cavia für die afrikanischen Klippschliefer und die südamerikanischen Meerschweinchen entlehnte. Das Meerschweinchen wurde in der Folge mehrfach anderen Gattungen zugeschlagen, darunter 1788 der Gattung Calva durch Johann Friedrich Gmelin, 1802 der Gattung Agouti durch François-Marie Daudin und 1817 der Gattung Hydrochoerus durch Frédéric Cuvier.
Ursprünglich wurden Tschudi-Meerschweinchen (C. tschudii) und das Hausmeerschweinchen (C. porcellus) dem Gemeinen Meerschweinchen als Formen oder Unterarten zugeordnet, beide gelten heute jedoch als eigenständig. Auf der Basis molekularbiologischer und zytogenetischer Merkmale wurde eine engere Verwandtschaft zwischen dem Tschudi-Meerschweinchen und dem domestizierten Hausmeerschweinchen festgestellt, wodurch das Tschudi-Meerschweinchen als wahrscheinliche Ursprungsform für die Domestizierung betrachtet wird. Das Gemeine Meerschweinchen gilt dagegen heute als Schwesterart des Patzelt-Meerschweinchens (Cavia patzelti), mit dem es eine Klade bildet. Diese wird einer Gruppe aus Glanzmeerschweinchen (Cavia fulgida), Tschudi-Meerschweinchen und Hausmeerschweinchen gegenübergestellt.

### Unterarten

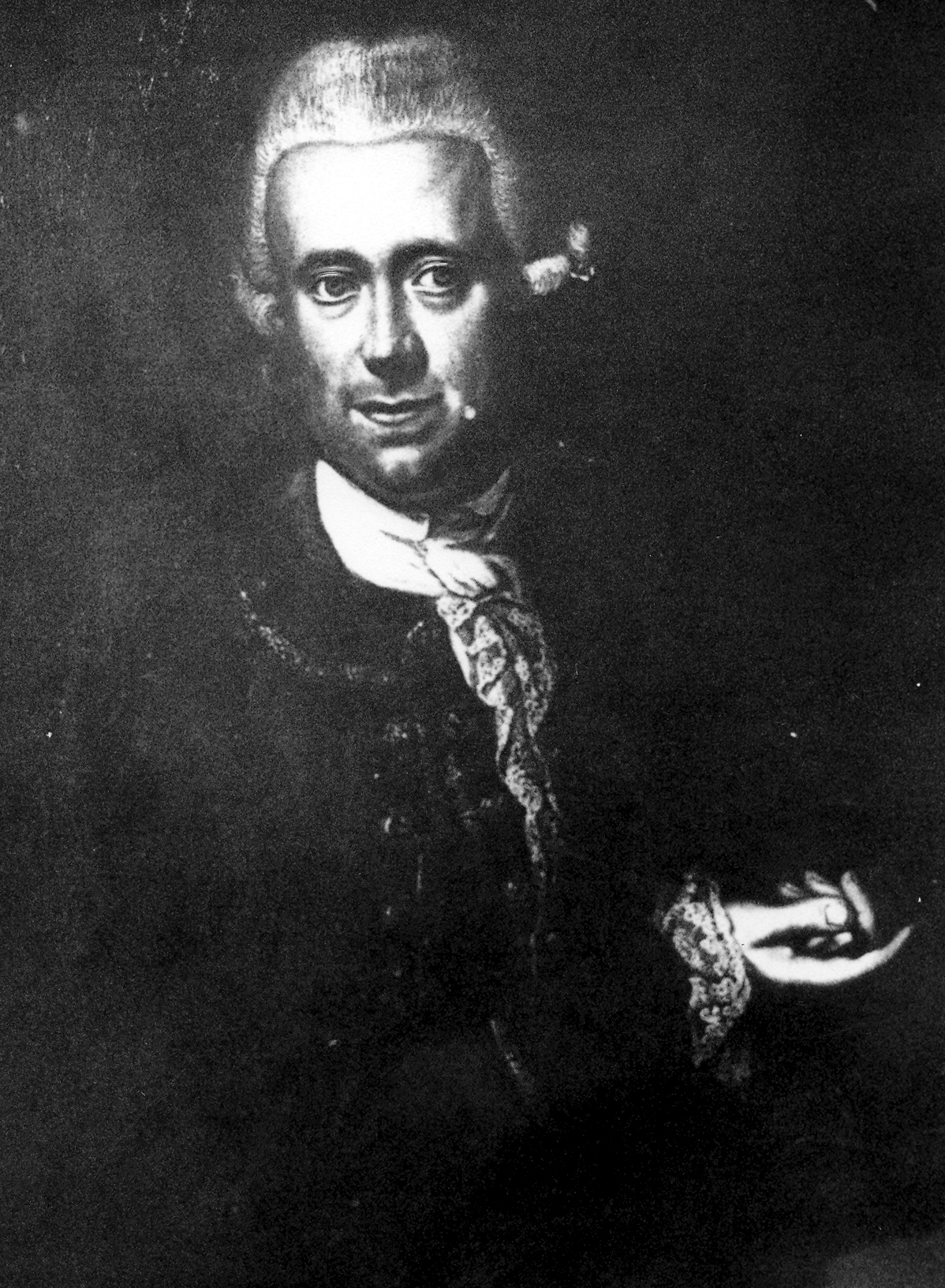
Johann Christian Polycarp Erxleben (1744–1777)

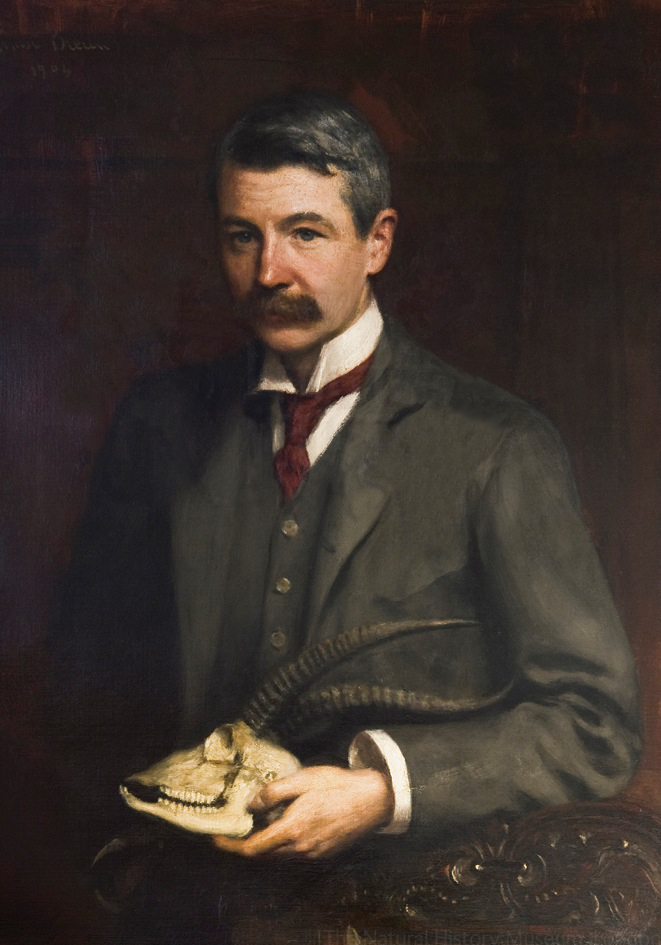
Oldfield Thomas beschrieb vier der heute gültigen sieben Unterarten

Innerhalb der Art werden die folgenden sieben Unterarten unterschieden:
- Cavia aperea aperea Erxleben, 1777:[17] Nominatform; verbreitet im Osten Brasiliens, wobei die westliche Grenze des Verbreitungsgebietes unklar ist.[24] Es handelt sich zudem um die größte Unterart.[3]
- Cavia aperea anolaimae Allen, 1916:[25] verbreitet in der Umgebung von Bogotá, Kolumbien, und Mérida, Venezuela. Das Verbreitungsgebiet ist begrenzt auf die Hochlagen der Cordillera Oriental in den Departamentos Boyacá, Cundinamarca und Santander in Höhen von 2400 bis 4000 Metern sowie den Cordillera Central und Andés Mérida im Westen von Venezuela in Höhen von 600 bis 1200 Metern.[26] Beschrieben wurde die Form als eigenständige Art Cavia (Cavia) anolaimae aus Anolaima am Río Bogotá westlich von Bogotá in Kolumbien anhand von zwei Schädeln und einem Fell. Allen stellte dabei die Ähnlichkeit zum bereits bekannten Cavia aperea heraus und bezeichnete die neue Form im Vergleich dazu als dunkler und vor allem größer.[25] Dunnum 2015 stellt dar, dass J.A. Allen einen falschen Typusort angegeben hat und die Tiere ursprünglich aus den Sümpfen bei Engativá stammen, da aus dem Gebiet um Anolaima außer der Typenserie keine Tiere dieser Unterart bekannt sind.[26] Eine Zuordnung zu Cavia aperea ist durch molekularbiologische Merkmale bestätigt, teilweise wurde die Unterart als Synonym zu Cavia aperea guianae betrachtet und eine gute Abgrenzung steht bislang aus.[15][26]
- Cavia aperea guianae Thomas, 1901:[27] verbreitet im Flachkand von Kolumbien, Teilen von Venezuela, Suriname, Guyana und Französisch-Guayana.[28] Thomas beschrieb die Unterart als Teil einer Sammlung von F.V. McConnell von einer Expedition zu den Kanuku-Mountains in der Rupununi-Savanne nahe der brasilianischen Grenze von Guyana (damals Britisch-Guayana) im Auftrag von John Joseph Quelch, damaliger Direktor am British Guiana Museum.[27] Er nutzte vier Felle als Typus und benannte die Form als Cavia porcellus guianae und damit als wilde Unterart des Hausmeerschweinchens.[27] 1917 erhob er sie als Cavia guianae in einen eigenen Artstatus,[19] nachdem sie vorher bereits durch Édouard Louis Trouessart Cavia rufescens als Unterart zugeordnet wurde und Joel Asaph Allen 1911 mit Cavia porcellus venezuelae eine weitere Unterart beschrieb,[29] die Thomas als sehr wahrscheinlich identisch mit Cavia porcellus guianae bezeichnete[19] und die heute als synonym betrachtet wird.[28] Die heutige Zuordnung als Unterart von Cavia aperea geht auf Folkhart Hückinghaus im Jahr 1961 zurück.[30][28]
- Cavia aperea hypoleuca Cabrera, 1953:[31] verbreitet in Paraguay
- Cavia aperea nana Thomas, 1917:[19] verbreitet in Westbolivien. In seinen Notes on the species of the genus Cavia analysierte Thomas 1917 alle bekannten und beschriebenen Arten der Gattung und sortierte sie anhand der Zahngestaltung neu. Dabei beschrieb er unter anderem auch  Cavia nana und Cavia rosida als neue Arten,[19] die später Cavia aperea als Unterart zugeordnet wurden.[19] Die Erstbeschreibung von Cavia nana, nach Thomas die kleinste Art der Gruppe, basierte dabei auf der Basis von vier Tieren aus Chulumani im Hochland Boliviens, gesammelt von Perry O. Simons.[19] Innerhalb der Art ist dies die kleinste Unterart.[3]
- Cavia aperea pamparum Thomas, 1901:[32] verbreitet in Argentinien und Uruguay. Thomas nutze für die Erstbeschreibung ein Exemplar aus dem Umland der Stadt Goya im Südwesten der Provinz Corrientes im Nordosten Argentiniens. Er benannte die Unterart als Cavia rufescens pamparum und damit als Unterart von Cavia rufescens,[32] heute als Synonym zum Glanzmeerschweinchen (Cavia fulgida) betrachtet. 1917 erhob er auch diese in den Artstatus als Cavia pamparum[19], was später durch die Zuordnung als Unterart unter Cavia aperea revidiert wurde.
- Cavia aperea rosida Thomas, 1917:[19] verbreitet in Brasilien (im Bundesstaat São Paulo). Auch diese wurde von Thomas 1917 als neue Art (Cavia rosida) der Meerschweinchen beschrieben[19] und später als Unterart unter Cavia aperea eingeordnet. Die Tiere sind im Vergleich zur Nominatform sehr dunkel gefärbt und können im hinteren Abdomen- und Lendenbereich auch fast schwarz sein.[3]

Teilweise wurden weitere Unterarten beschrieben, darunter  etwa Cavia aperea festina (Peru),  Cavia aperea sodalis (Bolivien) und Cavia aperea osgoodi (Peru), die heute dem Tschudi-Meerschweinchen zugeordnet werden. Auch das Patzelt-Meerschweinchen (Cavia patzelti) wurde bei Wilson & Reeder 2005 als Unterart des Gemeinen Meerschweinchens eingeordnet, aufgrund molekularer Merkmale wird es heute jedoch als eigenständig betrachtet. Dabei ist es wahrscheinlich die Schwesterart des Gemeinen Meerschweinchens.

## Gefährdung und Schutz
Die Art wird von der International Union for Conservation of Nature and Natural Resources (IUCN) als nicht gefährdet (Least concern) gelistet. Begründet wird dies mit dem verhältnismäßig großen Verbreitungsgebiet und den angenommen großen und stabilen Beständen sowie die gute Anpassungsfähigkeit an sich verändernde Habitate. Sie kommt zudem in zahlreichen Schutzgebieten vor und bestandsgefährdende Risiken sind nicht bekannt. Lokal wird die Art als Fleischquelle bejagt.

## Belege
1. 1 2 3 4 5 6 7 8 9 10 11 12 13  
Brazilian Guinea Pig. In: T.E. Lacher jr: Family Caviidae In: Don E. Wilson, T.E. Lacher, Jr., Russell A. Mittermeier (Herausgeber): Handbook of the Mammals of the World: Lagomorphs and Rodents 1. (HMW, Band 6) Lynx Edicions, Barcelona 2016, S. 433. ISBN 978-84-941892-3-4.
2. 1 2 3 4 5 6 7 8 9 10  
Matthias Asher,  Elisabeth Spinelli de Oliveira,  Norbert Sachser: Social System and Spatial Organization of Wild Guinea Pigs (Cavia aperea) in a Natural Population. Journal of Mammalogy 85 (4), August 2004; S. 788–796. doi:10.1644/BNS-012.
3. 1 2 3 4 5 6 7 8 9 10 11 12  
Jonathan L. Dunnum: Cavia aperea Erxleben, 1777 In: James L. Patton, Ulyses F.J. Pardinas, Guillermo D’Elía (Hrsg.): Mammals of South America, Volume 2 – Rodents. The University of Chicago Press, Chicago 2015; S. 692–697. ISBN 978-0-226-16957-6.
4. 1 2 3  
„Morphological Aspects“ In: Thomas E. Lacher, Jr.: Family Caviidae In: Don E. Wilson, T.E. Lacher, Jr., Russell A. Mittermeier (Hrsg.): Handbook of the Mammals of the World: Lagomorphs and Rodents 1. (HMW, Band 6) Lynx Edicions, Barcelona 2016, S. 406–411.
5. 1 2  
Jonathan L. Dunnum: Cavia Pallas, 1766 In: James L. Patton, Ulyses F.J. Pardinas, Guillermo D’Elía (Hrsg.): Mammals of South America, Volume 2 – Rodents. The University of Chicago Press, Chicago 2015; S. 691–692. ISBN 978-0-226-16957-6.
6. 1 2  
Systematics. In: Thomas E. Lacher, Jr.: Family Caviidae In: Don E. Wilson, T.E. Lacher, Jr., Russell A. Mittermeier (Herausgeber): Handbook of the Mammals of the World: Lagomorphs and Rodents 1. (HMW, Band 6) Lynx Edicions, Barcelona 2016, S. 406–407. ISBN 978-84-941892-3-4.
7. 1 2  
Jonathan L. Dunnum,  Jorge Salazar-Bravo: Karyotypes of some members of the genus Cavia (Rodentia: Caviidae) from Bolivia. Mammalian Biology 71, 2006; S. 366–370. doi:10.1016/j.mambio.2006.04.006.
8. ↑  
Wei Cao, Yan Xia: The complete mitochondrial genome of the Cavia aperea. Mitochondrial DNA Part A: DNA Mapping, Sequencing, and Analysis 27 (6), 2016. doi:10.3109/19401736.2015.1089557.
9. ↑  
Azizia Wahedi, Anja Günther, Alexandra Weyrich & Neal Sondheimer: The mitochondrial genome of Cavia aperea. Mitochondrial DNA Part B: Resources 5 (3), 2020. doi:10.1080/23802359.2020.1768918.
10. 1 2  
Alexandra Weyrich, Dorina Lenz, Marie Jeschek, Tzu Hung Chung, Kathrin Rübensam, Frank Göritz, Katarina Jewgenow, Jörns Fickel: Molecular Paternal intergenerational epigenetic response to heat exposure in male Wild guinea pigs (19. Dezember 2015). In: Molecular Ecology. 25. Jahrgang, Nr. 8, 25. April 2016, S. 1729–1740, doi:10.1111/mec.13494 (englisch, wiley.com [abgerufen am 7. November 2019]): “Abstract”
11. 1 2  
Cavia aperea in der Roten Liste gefährdeter Arten der IUCN 2022. Eingestellt von: N. Bernal, 2016. Abgerufen am 18. August 2022.
12. 1 2  
M. Laura Guichón, Marcelo H. Cassini: Role of diet selection in the use of habitat by pampas cavies Cavia aperea pamparum (Mammalia, Rodentia). Mammalia 62(1), 1998; S. 23–36. doi:10.1515/mamm.1998.62.1.23.
13. 1 2  
Cornelia Kraus, Fritz Trillmich, Joachim Künkele: Reproduction and Growth in a Precocial Small Mammal, Cavia Magna. Journal of Mammalogy 86 (4), 22. August 2005; S. 763–772. Abstract
14. ↑  
Katharina Dittmar: Arthropod and Helminth Parasites of the Wild Guinea Pig, Cavia aperea, from the Andes and the Cordillera in Peru, South America. The Journal of Parasitology  88 (2), 2002; S. 409–411. doi:10.2307/3285601.
15. 1 2 3 4 5 6  
Jonathan L. Dunnum, Jorge Salazar-Bravo: Molecular systematics, taxonomy and biogeography of the genus Cavia (Rodentia: Caviidae). Journal of Zoological Systematics and Evolutionary Research 48 (4), 2010; S. 376–388. doi:10.1111/j.1439-0469.2009.00561.x.
16. 1 2  
Cavia aperea. In: Don E. Wilson, DeeAnn M. Reeder (Hrsg.): Mammal Species of the World. A taxonomic and geographic Reference. 2 Bände. 3. Auflage. Johns Hopkins University Press, Baltimore MD 2005, ISBN 0-8018-8221-4.
17. 1 2  
Johann Christian Polycarp Erxleben: Systema regni animalis. Johann Friedrich Weygand, Leipzig 1777; S. 348.
18. ↑  
Ángel Cabrera: Catálogo de los mamiferos de America del Sur – Sirenia-Perissodactyla - Artiodactyla - Lagomorpha - Rodentia - Cetacea. Revista del Museo Argentino de Ciencias Naturales, “Bernardino Rivadavia,” Ciencias Zoologicas, Vol. 4, No. 2, 1961
19. 1 2 3 4 5 6 7 8 9 10  
Oldfield Thomas: Notes on the species of the genus Cavia. Annals and Magazine of Natural History, Series 8, Volume 19, Issue 109, 1917; S. 152–160. doi:10.1080/00222931709486920.
20. ↑  
Peter Simon Pallas: Miscellanea zoologica. Den Haag, 1766, S. 1–224 (S. 30–47) (biodiversitylibrary.org).
21. ↑  
Willem Piso und Georg Marggraf: Historia Rerum Naturalis Brasiliae. Leiden und Amsterdam 1648, S. 224 (biodiversitylibrary.org).
22. ↑  
Ángel Enrique Spotorno, John Pablo Valladares, Juan C. Marín, Horacio Zeballos: Molecular diversity among domestic guinea-pigs (Cavia porcellus) and their close phylogenetic relationship with the Andean wild species Cavia tschudii. Revista Chilena de Historia Natural 77 (2), Juni 2004; S. 243–250. doi:10.4067/S0716-078X2004000200004.
23. ↑  
Laura I. Walker, Miguel A. Soto, Ángel E. Spotorno: Similarities and differences among the chromosomes of the wild guinea pig Cavia tschudii and the domestic guinea pig Cavia porcellus (Rodentia, Caviidae). Comparative Cytogenetics 8(2), 2004: S 153–167. doi:10.3897/CompCytogen.v8i2.7509.
24. ↑  
Jonathan L. Dunnum: Cavia aperea aperea J.A. Allen, 1916 In: James L. Patton, Ulyses F.J. Pardinas, Guillermo D’Elía (Hrsg.): Mammals of South America, Volume 2 – Rodents. The University of Chicago Press, Chicago 2015; S. 694–695. ISBN 978-0-226-16957-6.
25. 1 2  
J.A. Allen: New South American mammals. Bulletin of the American Museum of Natural History 35, Artikel 11, 1916; S. 83–87, hier S. 85. (Digitalisat).
26. 1 2 3  
Jonathan L. Dunnum: Cavia aperea anolaimae J.A. Allen, 1916 In: James L. Patton, Ulyses F.J. Pardinas, Guillermo D’Elía (Hrsg.): Mammals of South America, Volume 2 – Rodents. The University of Chicago Press, Chicago 2015; S. 694. ISBN 978-0-226-16957-6.
27. 1 2 3  
Oldfield Thomas: On a collection of mammals from the Kanuku Mountains, British Guiana. Annals and Magazine of Natural History, Series 7, Volume 8, Issue 44, 1901; S. 139–154, hier S. 152. (Digitalisat), doi:10.1080/03745480109442900.
28. 1 2 3  
Jonathan L. Dunnum: Cavia aperea guianae Thomas 1901 In: James L. Patton, Ulyses F.J. Pardinas, Guillermo D’Elía (Hrsg.): Mammals of South America, Volume 2 – Rodents. The University of Chicago Press, Chicago 2015; S. 694. ISBN 978-0-226-16957-6.
29. ↑  
J.A. Allen: Mammals from Venezuela collected by Mr. M.A. Carriker, Jr., 1909–1911. Bulletin of the American Museum of Natural History 30, 1911; S. 239–273, hier S. 250. (Digitalisat).
30. ↑  
Folkhart Hückinghaus: Vergleichende Untersuchungen über die Formenmannigfaltigkeit der Unterfamilie Caviinae Murray 1886: Ergebnisse der Südamerikaexpedition Herre/Röhrs 1956-1975. Zeitschrift für Wissenschaftliche Zoologie 166, 1961; S. 1–98
31. ↑  Ángel Cabrera: Los roedores argentinos de la familia „Caviidae“. Facultad de Agronomía y Veterinaria, Universidad de Buenos Aires, Escuela de Veterinaria Publicación 6; S. 1–93, hier S. 58. (Digitalisat (Memento des Originals vom 24. November 2022 im Internet Archive)  Info: Der Archivlink wurde automatisch eingesetzt und noch nicht geprüft. Bitte prüfe Original- und Archivlink gemäß Anleitung und entferne dann diesen Hinweis.).
32. 1 2  
Oldfield Thomas: New species of Oryzomys, Proechimys, Cavia, and Sylvilagus from South America. Annals and Magazine of Natural History, Series 7, Volume 8, Issue 44, 1901; S. 536–539. (Digitalisat), doi:10.1080/03745480109443358.
33. ↑  
Jonathan L. Dunnum: Cavia patzelti Schuhmann, 1982 In: James L. Patton, Ulyses F.J. Pardinas, Guillermo D’Elía (Hrsg.): Mammals of South America, Volume 2 – Rodents. The University of Chicago Press, Chicago 2015; S. 699. ISBN 978-0-226-16957-6.